# Список глав правительства Норвегии

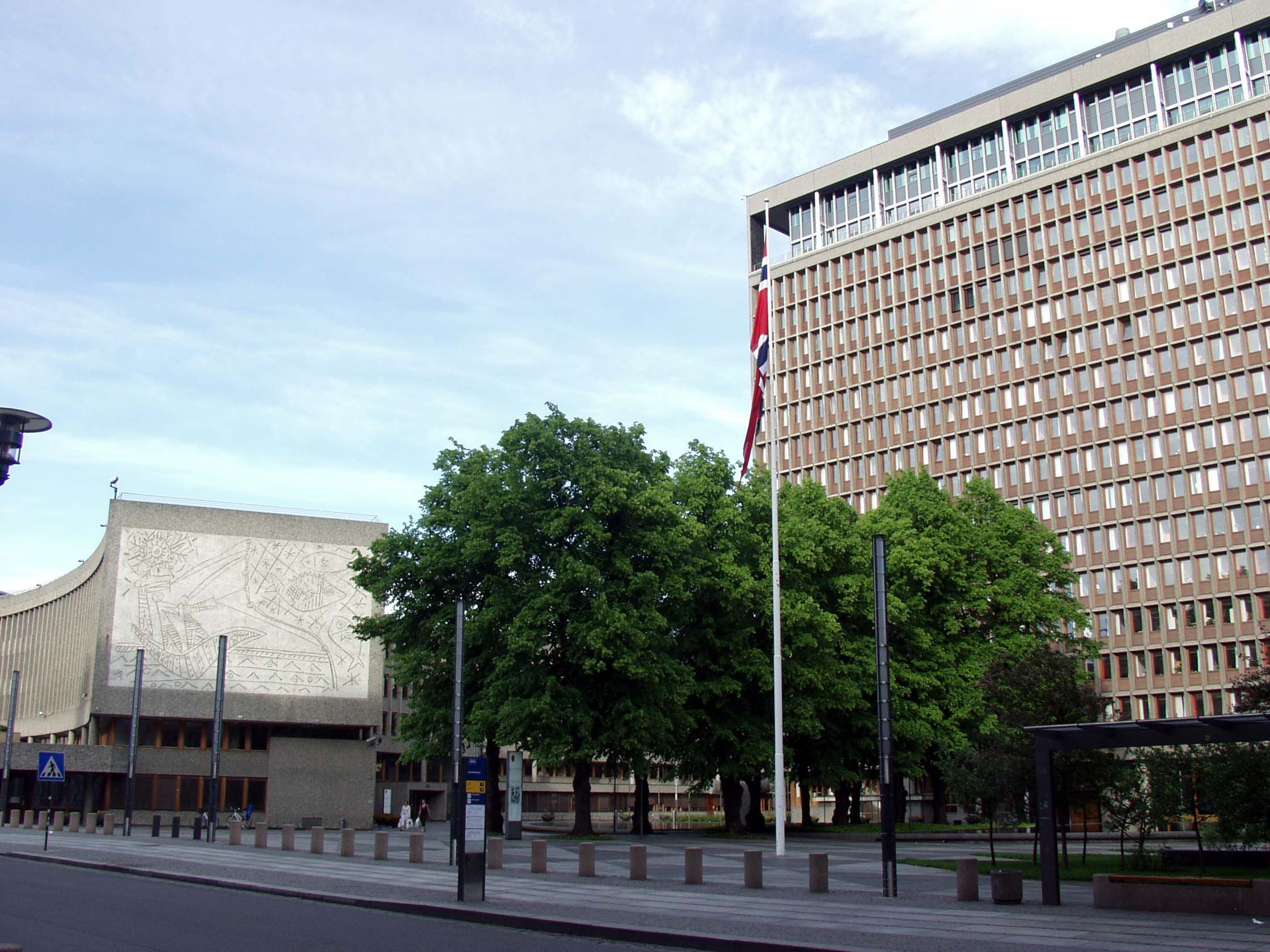
Офис премьер-министра на верхнем 17 этаже здания, известного как «Høyblokka» (высокий блок)

Премье́р-мини́стр Норве́гии (норв. Statsminister, буквально государственный министр) является политическим лидером Норвегии и главой её правительства. Премьер-министр и кабинет (состоящий из старших руководителей департаментов правительства) несут коллективную ответственность за свою политику и действия перед монархом, стортингом, своими политическими партиями. Конституция Норвегии была принята 17 мая 1814 года. До настоящего времени глава норвежского правительства имеют мало кодифицированных законом полномочий, но обладая поддержкой своей парламентской партии или коалиции, он может контролировать и законодательную (стортинг), и осуществлять исполнительную (правительство) власть. В отличие от большинства глав правительств европейских монархий, норвежские премьер-министры не обладают правом просить короля распустить стортинг и объявить досрочные выборы. Если премьер-министр теряет доверие стортинга, он должен уйти в отставку.
Применённая в первых столбцах таблиц нумерация является условной. Также условным является использование в первых столбцах цветовой заливки, служащей для упрощения восприятия принадлежности лиц к различным политическим силам без необходимости обращения к столбцу, отражающему партийную принадлежность. В случае, когда премьер-министр получил повторные полномочия последовательно за первоначальными, раздельно отражается каждый срок полномочий. В столбце «Выборы» отражены состоявшиеся выборные процедуры, сформировавшие состав парламента, утвердивший состав правительства или поддержавший его. Наряду с партийной принадлежностью в столбце «Партия» также отражён внепартийный (независимый) статус персоналий.

## Периодшведско-норвежской унии

### Диаграмма пребывания в должности
На диаграмме отражены периоды пребывания в должности руководителей двух правительств, ответственных за управление делами в Норвегии в период шведско-норвежской унии, в Кристиании (губернаторы, вице-короли и первые министры, с 1873 года — премьер-министры) — оранжевый цвет, и в Стокгольме (премьер-министры) — синий цвет.

### Период нахождения канцелярии правительства в Стокгольме (1814—1873)

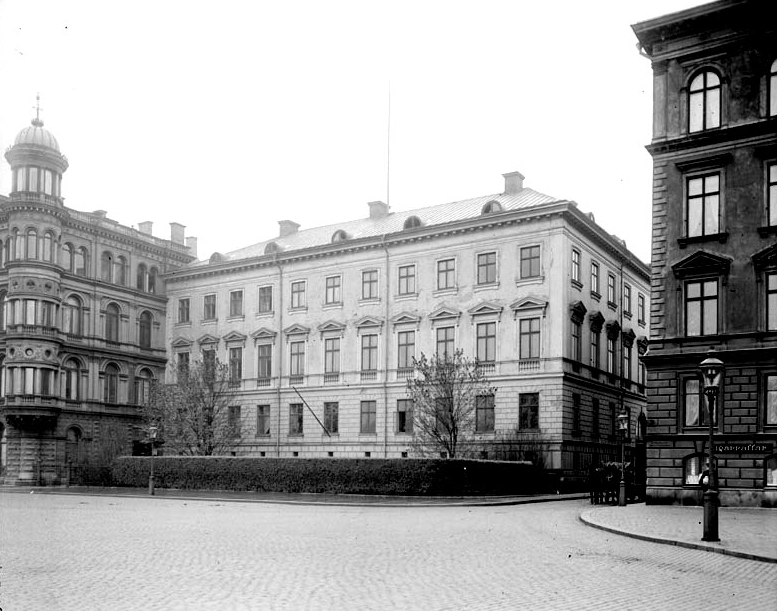
Резиденция правительства Норвегии в Стокгольме, 1900 г.

После установления шведско-норвежской унии в Объединённых королевствах Швеции и Норвегии (швед. Förenade Konungarikena Sverige och Norge, норв. De forenede Kongeriger Norge og Sverige) для управления Норвегией были созданы два кабинета, один из которых находился в Стокгольме, являвшемся резиденцией короля, а другой в Кристиании (ныне Осло). Задачей стокгольмского, состоявшего из входившего в Государственный совет Объединённых королевств норвежского премьер-министра (норв. statsminister) и двух сопровождающих его министров, было представлять королю и правительству Швеции позицию кабинета, работавшего в Кристиании. Последний возглавлялся губернатором (норв. rigsstatholder), однако периодически монарх назначал наследника престола вице-королём (норв. visekonge), и тот становился высшим должностным лицом и главой правительства Норвегии. В периоды присутствия в Норвегии самого монарха высшим должностным лицом являлся он, в случае же отсутствия короля, вице-короля и губернатора обязанности главы правительства передавались первому министру (норв. førstestatsråd), наиболее влиятельному члену кабинета. С 1857 года назначение губернаторов было прекращено, полномочия главы кабинета — переданы первому министру .
Для работы в Стокгольме, особенно для размещения правительственной канцелярии, в городе был приобретён Печлинский дворец, ставший резиденцией правительства и подобием норвежского посольства при дворе (Ministerhotellet, дословно «министерская гостиница»).
| Главы кабинета в Кристиании | Главы кабинета в Кристиании | Главы кабинета в Кристиании                                                                                    | Главы кабинета в Кристиании                                                                     | Главы кабинета в Кристиании | Главы кабинета в Кристиании | Премьер-министры в Стокгольме | Премьер-министры в Стокгольме                                                               | Премьер-министры в Стокгольме             | Премьер-министры в Стокгольме | Премьер-министры в Стокгольме | Премьер-министры в Стокгольме |
| должность                   | Портрет                     | Имя (годы жизни)                                                                                               | Полномочия                                                                                      | Полномочия                  | Пр.                         |                               | Портрет                                                                                     | Имя (годы жизни)                          | Полномочия                    | Полномочия                    | Пр.                           |
| должность                   | Портрет                     | Имя (годы жизни)                                                                                               | Начало                                                                                          | Окончание                   | Пр.                         | Начало                        | Портрет                                                                                     | Имя (годы жизни)                          | Окончание                     |                               | Пр.                           |
| --------------------------- | --------------------------- | --- | ----------------------------------------------------------------------------------------------- | --------------------------- | --------------------------- | ----------------------------- | ------------------------------------------------------------------------------------------- | ----------------------------------------- | ----------------------------- | ----------------------------- | ----------------------------- |
| первый министр              |                             | Фредерик Готтскальк вон Хакстаусен (1750—1825) норв. Frederik Gottschalk von Haxthausen                        | май 1814                                                                                        | август 1814                 | [ 6 ]                       | 1                             |                                                                                             | Педер Анкер (1749—1824) норв. Peder Anker | 18 ноября 1814                | 30 июня 1822                  | [ 7 ] [ 8 ]                   |
| первый министр              |                             | Маркус Гьюе Розенкранц (1762—1838) норв. Marcus Gjøe Rosenkrantz                                               | август 1814                                                                                     | 4 ноября 1814               | [ 9 ]                       | 1                             |                                                                                             | Педер Анкер (1749—1824) норв. Peder Anker | 18 ноября 1814                | 30 июня 1822                  | [ 7 ] [ 8 ]                   |
| вице-король                 |                             | кронпринц Карл Юхан (1763—1844) швед. Karl Johan (Жан-Батист Жюль Бернадот фр. Jean-Baptiste Jules Bernadotte) | 4 ноября 1814                                                                                   | 11 ноября 1814              | [ 10 ] [ 11 ]               | 1                             |                                                                                             | Педер Анкер (1749—1824) норв. Peder Anker | 18 ноября 1814                | 30 июня 1822                  | [ 7 ] [ 8 ]                   |
| губернатор                  |                             | граф, фельдмаршал Ханс Хенрик вон Эссен (1755—1824) швед. Hans Henric von Essen                                | 11 ноября 1814                                                                                  | 21 июня 1816                | [ 12 ] [ 13 ]               | 1                             |                                                                                             | Педер Анкер (1749—1824) норв. Peder Anker | 18 ноября 1814                | 30 июня 1822                  | [ 7 ] [ 8 ]                   |
| вице-король                 |                             | кронпринц Карл Юхан (1763—1844) швед. Karl Johan (Жан-Батист Жюль Бернадот фр. Jean-Baptiste Jules Bernadotte) | 21 июня 1816                                                                                    | 5 августа 1816              | [ 10 ] [ 11 ]               | 1                             |                                                                                             | Педер Анкер (1749—1824) норв. Peder Anker | 18 ноября 1814                | 30 июня 1822                  | [ 7 ] [ 8 ]                   |
| губернатор                  |                             | граф, фельдмаршал Карл Карлссон Мёрнер аф Туна (1755—1821) швед. Carl Carlsson Mörner af Tuna                  | 5 августа 1816                                                                                  | 18 октября 1818             | [ 14 ] [ 15 ]               | 1                             |                                                                                             | Педер Анкер (1749—1824) норв. Peder Anker | 18 ноября 1814                | 30 июня 1822                  | [ 7 ] [ 8 ]                   |
| губернатор                  |                             | граф, генерал-лейтенант Юхан Август Сандельс (1764—1831) швед. Johan August Sandels                            | 18 октября 1818                                                                                 | 12 февраля 1824             | [ 16 ] [ 17 ]               | 1                             |                                                                                             | Педер Анкер (1749—1824) норв. Peder Anker | 18 ноября 1814                | 30 июня 1822                  | [ 7 ] [ 8 ]                   |
| губернатор                  | 2                           | граф, генерал-лейтенант Юхан Август Сандельс (1764—1831) швед. Johan August Sandels                            | 18 октября 1818                                                                                 | 12 февраля 1824             | [ 16 ] [ 17 ]               |                               | Матиас Отто Лет Соммерхьельм (1764—1827) норв. Mathias Otto Leth Sommerhielm                | 9 июля 1822                               | 15 ноября 1827                | [ 18 ] [ 19 ]                 |                               |
| вице-король                 | 2                           | | кронпринц Оскар (1799—1859) швед. Oscar (Жозеф-Оскар Бернадот фр. Joseph Oscar Bernadotte)      | 12 февраля 1824             | 1 ноября 1824               | [ 20 ] [ 21 ]                 | Матиас Отто Лет Соммерхьельм (1764—1827) норв. Mathias Otto Leth Sommerhielm                | 9 июля 1822                               | 15 ноября 1827                | [ 18 ] [ 19 ]                 |                               |
| губернатор                  | 2                           | | граф, фельдмаршал Юхан Август Сандельс (1764—1831) швед. Johan August Sandels                   | 1 ноября 1824               | 26 ноября 1827              | [ 16 ] [ 17 ]                 | Матиас Отто Лет Соммерхьельм (1764—1827) норв. Mathias Otto Leth Sommerhielm                | 9 июля 1822                               | 15 ноября 1827                | [ 18 ] [ 19 ]                 |                               |
| губернатор                  | и. о.                       | | граф, фельдмаршал Юхан Август Сандельс (1764—1831) швед. Johan August Sandels                   | 1 ноября 1824               | 26 ноября 1827              | [ 16 ] [ 17 ]                 | Пал Кристиан Холст (1776—1863) норв. Poul Christian Holst                                   | 15 ноября 1827                            | ноябрь 1827                   | [ 22 ] [ 23 ]                 |                               |
| губернатор                  | 3                           | | граф, фельдмаршал Юхан Август Сандельс (1764—1831) швед. Johan August Sandels                   | 1 ноября 1824               | 26 ноября 1827              | [ 16 ] [ 17 ]                 | Йёрген Херман Вогт (1784—1862) норв. Jørgen Herman Vogt                                     | ноябрь 1827                               | июль 1828                     | [ 24 ] [ 25 ]                 |                               |
| губернатор                  | 3                           | | граф, адмирал Бальтзар Богислаус вон Платен (1766—1829) швед. Baltzar Bogislaus von Platen      | 26 ноября 1827              | 6 декабря 1829              | [ 26 ]                        | Йёрген Херман Вогт (1784—1862) норв. Jørgen Herman Vogt                                     | ноябрь 1827                               | июль 1828                     | [ 24 ] [ 25 ]                 |                               |
| губернатор                  | 4                           | | граф, адмирал Бальтзар Богислаус вон Платен (1766—1829) швед. Baltzar Bogislaus von Platen      | 26 ноября 1827              | 6 декабря 1829              | [ 26 ]                        | Северин Лёвеншельд (1777—1856) норв. Severin Løvenskiold                                    | 10 июля 1828                              | 27 февраля 1841               | [ 27 ] [ 28 ]                 |                               |
| первый министр              | 4                           | | Йонас Коллетт (1772—1851) норв. Jonas Collett                                                   | 6 декабря 1829              | 20 июля 1833                | [ 29 ] [ 30 ]                 | Северин Лёвеншельд (1777—1856) норв. Severin Løvenskiold                                    | 10 июля 1828                              | 27 февраля 1841               | [ 27 ] [ 28 ]                 |                               |
| вице-король                 | 4                           | | кронпринц Оскар (1799—1859) швед. Oscar (Жозеф-Оскар Бернадот фр. Joseph Oscar Bernadotte)      | 20 июля 1833                | 3 сентября 1833             | [ 20 ] [ 21 ]                 | Северин Лёвеншельд (1777—1856) норв. Severin Løvenskiold                                    | 10 июля 1828                              | 27 февраля 1841               | [ 27 ] [ 28 ]                 |                               |
| первый министр              | 4                           | | Йонас Коллетт (1772—1851) норв. Jonas Collett                                                   | 3 сентября 1833             | 19 сентября 1836            | [ 29 ] [ 30 ]                 | Северин Лёвеншельд (1777—1856) норв. Severin Løvenskiold                                    | 10 июля 1828                              | 27 февраля 1841               | [ 27 ] [ 28 ]                 |                               |
| губернатор                  | 4                           | | граф Йохан Каспар Херман Ведель-Ярльсберг (1772—1840) норв. Johan Caspar Herman Wedel Jarlsberg | 19 сентября 1836            | 27 августа 1840             | [ 31 ] [ 32 ]                 | Северин Лёвеншельд (1777—1856) норв. Severin Løvenskiold                                    | 10 июля 1828                              | 27 февраля 1841               | [ 27 ] [ 28 ]                 |                               |
| первый министр              | 4                           | | Николаи Йохан Лохманн Крог (1787—1856) норв. Nicolai Johan Lohmann Krog                         | 27 августа 1840             | 5 мая 1841                  | [ 33 ]                        | Северин Лёвеншельд (1777—1856) норв. Severin Løvenskiold                                    | 10 июля 1828                              | 27 февраля 1841               | [ 27 ] [ 28 ]                 |                               |
| первый министр              | 5                           | | Николаи Йохан Лохманн Крог (1787—1856) норв. Nicolai Johan Lohmann Krog                         | 27 августа 1840             | 5 мая 1841                  | [ 33 ]                        | Фредерик Готтскхалькк Хакстхаусен Дуэ (1796—1873) норв. Frederik Gottschalck Haxthausen Due | 27 февраля 1841                           | 16 декабря 1858               | [ 34 ]                        |                               |
| губернатор                  | 5                           | | Северин Лёвеншельд (1777—1856) норв. Severin Løvenskiold                                        | 5 мая 1841                  | 7 февраля 1856              | [ 27 ] [ 28 ]                 | Фредерик Готтскхалькк Хакстхаусен Дуэ (1796—1873) норв. Frederik Gottschalck Haxthausen Due | 27 февраля 1841                           | 16 декабря 1858               | [ 34 ]                        |                               |
| вице-король                 | 5                           | | кронпринц Карл (1826—1872) швед. Karl                                                           | 7 февраля 1856              | 11 ноября 1856              | [ 35 ] [ 36 ]                 | Фредерик Готтскхалькк Хакстхаусен Дуэ (1796—1873) норв. Frederik Gottschalck Haxthausen Due | 27 февраля 1841                           | 16 декабря 1858               | [ 34 ]                        |                               |
| первый министр              | 5                           | | Йёрген Херман Вогт (1784—1862) норв. Jørgen Herman Vogt                                         | 11 ноября 1856              | 12 января 1857              | [ 24 ] [ 25 ]                 | Фредерик Готтскхалькк Хакстхаусен Дуэ (1796—1873) норв. Frederik Gottschalck Haxthausen Due | 27 февраля 1841                           | 16 декабря 1858               | [ 34 ]                        |                               |
| вице-король                 | 5                           | | кронпринц Карл (1826—1872) швед. Karl                                                           | 12 января 1857              | 30 мая 1857                 | [ 35 ] [ 36 ]                 | Фредерик Готтскхалькк Хакстхаусен Дуэ (1796—1873) норв. Frederik Gottschalck Haxthausen Due | 27 февраля 1841                           | 16 декабря 1858               | [ 34 ]                        |                               |
| первый министр              | 5                           | | Йёрген Херман Вогт (1784—1862) норв. Jørgen Herman Vogt                                         | 30 мая 1857                 | 8 декабря 1858              | [ 24 ] [ 25 ]                 | Фредерик Готтскхалькк Хакстхаусен Дуэ (1796—1873) норв. Frederik Gottschalck Haxthausen Due | 27 февраля 1841                           | 16 декабря 1858               | [ 34 ]                        |                               |
| первый министр              | 5                           | | Ханс Кристиан Петерсен (1793—1862) норв. Hans Christian Petersen                                | 8 декабря 1858              | 12 декабря 1861             | [ 37 ] [ 38 ]                 | Фредерик Готтскхалькк Хакстхаусен Дуэ (1796—1873) норв. Frederik Gottschalck Haxthausen Due | 27 февраля 1841                           | 16 декабря 1858               | [ 34 ]                        |                               |
| первый министр              | 6                           | | Ханс Кристиан Петерсен (1793—1862) норв. Hans Christian Petersen                                | 8 декабря 1858              | 12 декабря 1861             | [ 37 ] [ 38 ]                 | Георг Кристиан Сибберн (1816—1901) норв. Georg Christian Sibbern                            | 16 декабря 1858                           | 1871                          | [ 39 ] [ 40 ]                 |                               |
| первый министр              | 6                           | | Эрик Рёринг Мёинишен (1797—1875) норв. Erik Røring Møinichen                                    | 12 декабря 1861             | 17 декабря 1861             | [ 41 ] [ 42 ]                 | Георг Кристиан Сибберн (1816—1901) норв. Georg Christian Sibbern                            | 16 декабря 1858                           | 1871                          | [ 39 ] [ 40 ]                 |                               |
| первый министр              | 6                           | | Фредерик Станг (1808—1884) норв. Frederik Stang                                                 | 17 декабря 1861             | 21 июля 1873                | [ 43 ] [ 44 ]                 | Георг Кристиан Сибберн (1816—1901) норв. Georg Christian Sibbern                            | 16 декабря 1858                           | 1871                          | [ 39 ] [ 40 ]                 |                               |
| первый министр              | 7                           | | Фредерик Станг (1808—1884) норв. Frederik Stang                                                 | 17 декабря 1861             | 21 июля 1873                | [ 43 ] [ 44 ]                 | Отто Рикард Хьерульф (1825—1897) норв. Otto Richard Kierulf                                 | 1871                                      | 21 июля 1873                  | [ 45 ] [ 46 ]                 |                               |

### Королевское правительство в Кристиании (1873—1884)
В 1873 году канцелярия правительства Норвегии была переведена в Кристианию с созданием нового поста премьер-министра в Кристиании, но с сохранением перешедшего ему в подчинение поста норвежского премьер-министра в Стокгольме, за которым остались функции взаимодействия с короной и шведскими государственными органами. До 1884 года в Норвегии отсутствовали организованные политические партии и премьер-министры рассматривались как старшие государственные служащие (норв. embedsmenn), назначаемые королём.
| Премьер-министры правительства в Кристиании | Премьер-министры правительства в Кристиании | Премьер-министры правительства в Кристиании                             | Премьер-министры правительства в Кристиании           | Премьер-министры правительства в Кристиании | Премьер-министры правительства в Кристиании | Премьер-министры правительства в Стокгольме | Премьер-министры правительства в Стокгольме                                 | Премьер-министры правительства в Стокгольме                  | Премьер-министры правительства в Стокгольме | Премьер-министры правительства в Стокгольме | Премьер-министры правительства в Стокгольме |
|                                             | Портрет                                     | Имя (годы жизни)                                                        | Полномочия                                            | Полномочия                                  | Пр.                                         |                                             | Портрет                                                                     | Имя (годы жизни)                                             | Полномочия                                  | Полномочия                                  | Пр.                                         |
| Начало                                      | Портрет                                     | Имя (годы жизни)                                                        | Окончание                                             | Начало                                      | Пр.                                         | Окончание                                   | Портрет                                                                     | Имя (годы жизни)                                             |                                             |                                             | Пр.                                         |
| ------------------------------------------- | ------------------------------------------- | ----------------------------------------------------------------------- | ----------------------------------------------------- | ------------------------------------------- | ------------------------------------------- | ------------------------------------------- | --------------------------------------------------------------------------- | ------------------------------------------------------------ | ------------------------------------------- | ------------------------------------------- | ------------------------------------------- |
| 1                                           |                                             | Фредерик Станг (1808—1884) норв. Frederik Stang                         | 21 июля 1873                                          | 11 октября 1880                             | [ 43 ] [ 44 ]                               | (7)                                         |                                                                             | Отто Рикард Хьерульф (1825—1897) норв. Otto Richard Kierulf  | 21 июля 1873                                | 21 марта 1884                               | [ 45 ] [ 46 ]                               |
| 2                                           |                                             | Кристиан Эугуст Сельмер (1816—1889) норв. Christian August Selmer       | 11 октября 1880                                       | 11 марта 1884                               | [ 48 ] [ 49 ]                               | (7)                                         |                                                                             | Отто Рикард Хьерульф (1825—1897) норв. Otto Richard Kierulf  | 21 июля 1873                                | 21 марта 1884                               | [ 45 ] [ 46 ]                               |
| и. о.                                       |                                             | Оле-Андреас Башке (1830—1890) норв. Ole Andreas Bachke                  | 11 марта 1884                                         | 29 марта 1884                               | [ 50 ] [ 51 ]                               | (7)                                         |                                                                             | Отто Рикард Хьерульф (1825—1897) норв. Otto Richard Kierulf  | 21 июля 1873                                | 21 марта 1884                               | [ 45 ] [ 46 ]                               |
| и. о.                                       | и. о.                                       | Оле-Андреас Башке (1830—1890) норв. Ole Andreas Bachke                  | 11 марта 1884                                         | 29 марта 1884                               | [ 50 ] [ 51 ]                               |                                             | Вольфганг Вензель вон Хаффнер (1806—1892) норв. Wolfgang Wenzel von Haffner | 21 марта 1884                                                | 3 апреля 1884                               | [ 52 ] [ 53 ]                               |                                             |
| и. о.                                       | и. о.                                       |                                                                         | Ниельс Матиас Рюе (1824—1905) норв. Niels Mathias Rye | 29 марта 1884                               | 3 апреля 1884                               | [ 54 ]                                      | Вольфганг Вензель вон Хаффнер (1806—1892) норв. Wolfgang Wenzel von Haffner | 21 марта 1884                                                | 3 апреля 1884                               | [ 52 ] [ 53 ]                               |                                             |
| 3                                           |                                             | Кристиан Хоманн Сквейгор (1838—1899) норв. Christian Homann Schweigaard | 3 апреля 1884                                         | 26 июня 1884                                | [ 55 ] [ 56 ]                               | 8                                           |                                                                             | Карл Отто Лёвеншельд (1839—1916) норв. Carl Otto Løvenskiold | 3 апреля 1884                               | 26 июня 1884                                | [ 57 ] [ 58 ]                               |

### Ответственное правительство в Кристиании (1884—1905)
После принятия в 1884 году решения о введении в Норвегии исполнительного парламентаризма полномочия по формированию правительства были переданы парламенту — стортингу. Одновременно были сформированы первые политические партии страны — либеральная и консервативная, — которые, сменяя друг друга, получали парламентское большинство и формировали правительство вплоть до 1905 года. Правительство сохранило разделение на два кабинета, один из которых находился в Стокгольме и осуществлял координацию с шведскими государственными органами, а другой, непосредственно осуществляющий норвежскую исполнительную власть, в Кристиании; оба они возглавлялись премьер-министрами.
26 июня 1884 года лидер Либеральной партии Йохан Свердруп сформировал первое ответственное правительство, включавшее сохраняющийся пост премьер-министра в Стокгольме.
| Премьер-министры правительства в Кристиании | Премьер-министры правительства в Кристиании | Премьер-министры правительства в Кристиании                                                             | Премьер-министры правительства в Кристиании | Премьер-министры правительства в Кристиании | Премьер-министры правительства в Кристиании                                                                  | Премьер-министры правительства в Кристиании | Премьер-министры правительства в Кристиании | Премьер-министры правительства в Стокгольме | Премьер-министры правительства в Стокгольме                    | Премьер-министры правительства в Стокгольме                                     | Премьер-министры правительства в Стокгольме |
|                                             | Портрет                                     | Имя (годы жизни)                                                                                        | Полномочия                                  | Полномочия                                  | Партия | Кабинет                                     | Пр.                                         |                                             | Портрет                                                        | Имя (годы жизни)                                                                | Пр.                                         |
| Начало                                      | Портрет                                     | Имя (годы жизни)                                                                                        | Окончание                                   |                                             | Партия | Кабинет                                     | Пр.                                         |                                             | Портрет                                                        | Имя (годы жизни)                                                                | Пр.                                         |
| ------------------------------------------- | ------------------------------------------- | --- | ------------------------------------------- | ------------------------------------------- | --- | ------------------------------------------- | ------------------------------------------- | ------------------------------------------- | -------------------------------------------------------------- | ------------------------------------------------------------------------------- | ------------------------------------------- |
| 4                                           |                                             | Йохан Свердруп (1838—1899) норв. Johan Sverdrup                                                         | 26 июня 1884                                | 6 июня 1888                                 | Либеральная партия                                                                                           | Свердруп                                    | [ 60 ] [ 61 ]                               | 9                                           |                                                                | Оле Йёргенсен Рихтер (1829—1888) норв. Ole Jørgensen Richter                    | [ 62 ] [ 63 ]                               |
| 4                                           | 6 июня 1888                                 | Йохан Свердруп (1838—1899) норв. Johan Sverdrup                                                         | 13 июля 1889                                | и. о.                                       | Либеральная партия                                                                                           | Свердруп                                    | [ 60 ] [ 61 ]                               |                                             | Ханс Георг Якоб Станг (1830—1907) норв. Hans Georg Jacob Stang | [ 64 ] [ 65 ]                                                                   |                                             |
| 5 (I)                                       |                                             | Эмиль Станг (1834—1912) норв. Emil Stang                                                                | 13 июля 1889                                | 6 марта 1891                                | Консервативная партия                                                                                        | Станг (I)                                   | [ 66 ] [ 67 ]                               | 10 (I)                                      |                                                                | Грегерс Винтер Вульфсберг Грам (1846—1929) норв. Gregers Winther Wulfsberg Gram | [ 68 ] [ 69 ]                               |
| 6 (I)                                       |                                             | Йоханнес Вильхельм Кристиан Стеэн (1827—1906) норв. Johannes Wilhelm Christian Steen                    | 6 марта 1891                                | 2 марта 1893                                | Либеральная партия                                                                                           | Стеэн (I)                                   | [ 70 ] [ 71 ]                               | 11 (I)                                      |                                                                | Отто Альберт Блер (1847—1927) норв. Otto Albert Blehr                           | [ 72 ] [ 73 ]                               |
| 5 (II)                                      |                                             | Эмиль Станг (1834—1912) норв. Emil Stang                                                                | 2 мая 1893                                  | 14 октября 1895                             | Консервативная партия                                                                                        | Станг (II)                                  | [ 66 ] [ 67 ]                               | 10 (II)                                     |                                                                | Грегерс Винтер Вульфсберг Грам (1846—1929) норв. Gregers Winther Wulfsberg Gram | [ 68 ] [ 69 ]                               |
| 7 (I)                                       |                                             | Георге Франсис Хагеруп (1853—1921) норв. George Francis Hagerup                                         | 14 октября 1895                             | 17 февраля 1898                             | Консервативная партия в коалиции с Либеральной партией и Умеренной либеральной партией                       | Хагеруп (I)                                 | [ 74 ] [ 75 ]                               | 10 (II)                                     |                                                                | Грегерс Винтер Вульфсберг Грам (1846—1929) норв. Gregers Winther Wulfsberg Gram | [ 68 ] [ 69 ]                               |
| 6 (II)                                      |                                             | Йоханнес Вильхельм Кристиан Стеэн (1827—1906) норв. Johannes Wilhelm Christian Steen                    | 17 февраля 1898                             | 21 апреля 1902                              | Либеральная партия                                                                                           | Стеэн (II)                                  | [ 70 ] [ 71 ]                               | 11 (II)                                     |                                                                | Отто Альберт Блер (1847—1927) норв. Otto Albert Blehr                           | [ 72 ] [ 73 ]                               |
| 8 (I)                                       |                                             | Отто Альберт Блер (1847—1927) норв. Otto Albert Blehr                                                   | 21 апреля 1902                              | 22 октября 1903                             | Либеральная партия                                                                                           | Блер (I)                                    | [ 72 ] [ 73 ]                               | 12                                          |                                                                | Оле Антон Квам (1834—1904) норв. Ole Anton Qvam                                 | [ 76 ] [ 77 ]                               |
| 7 (II)                                      |                                             | Георге Франсис Хагеруп (1853—1921) норв. George Francis Hagerup                                         | 22 октября 1903                             | 11 марта 1905                               | Консервативная партия в коалиции с Либеральной партией и Коалиционной партией                                | Хагеруп (II)                                | [ 74 ] [ 75 ]                               | 13                                          |                                                                | Сигурд Ибсен (1859—1930) норв. Sigurd Ibsen                                     | [ 78 ] [ 79 ]                               |
| 9                                           |                                             | Петер Кристиан Херслеб Кьерсков Микельсен (1857—1925) норв. Peter Christian Hersleb Kjerschow Michelsen | 11 марта 1905                               | 6 июня 1905                                 | Коалиционная партия в коалиции с Либеральной партией, Консервативной партией и Умеренной либеральной партией | Микельсен                                   | [ 80 ] [ 81 ]                               | 14                                          |                                                                | Йёрген Гуннарсон Лёвланд (1848—1922) норв. Jørgen Gunnarson Løvland             | [ 82 ] [ 83 ]                               |

## Период независимости (с 1905 года)

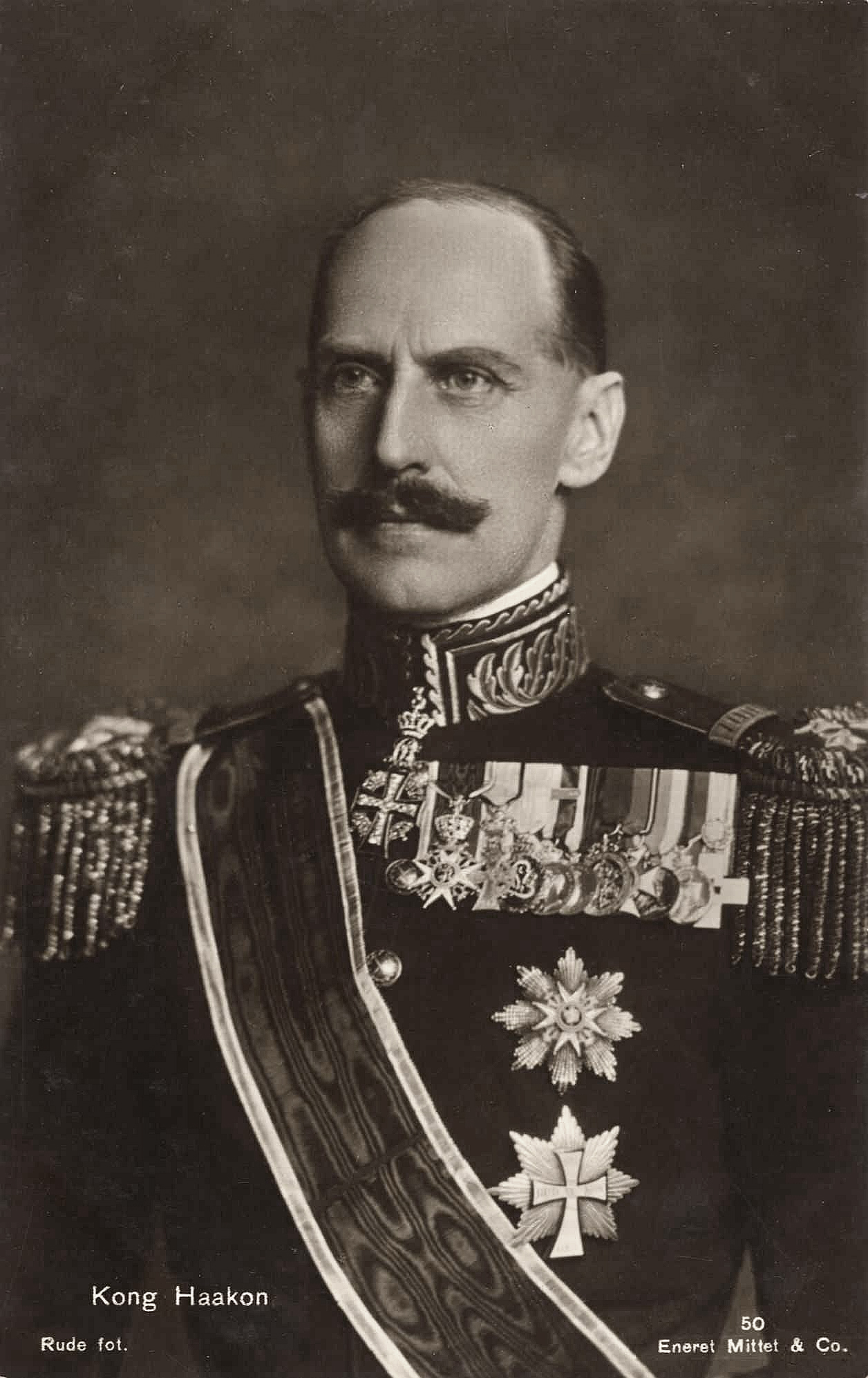
Король Норвегии Хокон VII, принявший престол 25 ноября 1905 года (коронован 22 июня 1906 года)

### Диаграмма пребывания в должности
В диаграмме приведены периоды пребывания в должности премьер-министров страны после обретения ею независимости, а также во время её оккупации войсками Третьего рейха и во время нахождения законного правительства в изгнании.

### Период до оккупации (1905—1940)
В 1905 году шведско-норвежская уния была прекращена.
|          | Портрет | Имя (годы жизни)                                                                                        | Полномочия      | Полномочия                                                                     | Партия | Выборы          | Кабинет         | Пр.             |
| Начало   | Портрет | Имя (годы жизни)                                                                                        | Окончание       |                                                                                | Партия | Выборы          | Кабинет         | Пр.             |
| -------- | ------- | --- | --------------- | ------------------------------------------------------------------------------ | --- | --------------- | --------------- | --------------- |
| (9)      |         | Петер Кристиан Херслеб Кьерсков Микельсен (1857—1925) норв. Peter Christian Hersleb Kjerschow Michelsen | 6 июня 1905     | 23 октября 1907                                                                | Коалиционная партия в коалиции с Либеральной партией, Консервативной партией и Умеренной либеральной партией | (1906)          | Микельсен       | [ 80 ] [ 81 ]   |
| 10       |         | Йёрген Гуннарсон Лёвланд (1848—1922) норв. Jørgen Gunnarson Løvland                                     | 23 октября 1907 | 19 марта 1908                                                                  | Либеральная партия в коалиции с Умеренно-либеральной партией                                                 | (1906)          | Лёвланд         | [ 82 ] [ 83 ]   |
| 11 (I)   |         | Онон Гунериус Кнудсен (1848—1922) норв. Aanon Gunerius Knudsen                                          | 19 марта 1908   | 2 февраля 1910                                                                 | Либеральная партия в коалиции с Радикальной напродной партией                                                | (1906)          | Кнудсен (I)     | [ 85 ] [ 86 ]   |
| 12       |         | Воллерт Конов (1845—1924) норв. Wollert Konow                                                           | 2 февраля 1910  | 20 февраля 1912                                                                | Левая либеральная партия в коалиции с Консервативной партией                                                 | 1909            | Конов           | [ 87 ] [ 88 ]   |
| 13       |         | Енс Кристиан Мейниш Братлие (1856—1939) норв. Jens Kristian Meinich Bratlie                             | 20 февраля 1912 | 31 января 1913                                                                 | Консервативная партия в коалиции с Левой либеральной партией                                                 | 1909            | Братлие         | [ 89 ] [ 90 ]   |
| 11 (II)  |         | Онон Гунериус Кнудсен (1848—1922) норв. Aanon Gunerius Knudsen                                          | 31 января 1913  | 21 января 1920                                                                 | Либеральная партия                                                                                           | 1912            | Кнудсен (II)    | [ 85 ] [ 86 ]   |
| 11 (II)  | 1915    | Онон Гунериус Кнудсен (1848—1922) норв. Aanon Gunerius Knudsen                                          | 31 января 1913  | 21 января 1920                                                                 | Либеральная партия                                                                                           |                 | Кнудсен (II)    | [ 85 ] [ 86 ]   |
| 11 (II)  | 1918    | Онон Гунериус Кнудсен (1848—1922) норв. Aanon Gunerius Knudsen                                          | 31 января 1913  | 21 января 1920                                                                 | Либеральная партия                                                                                           |                 | Кнудсен (II)    | [ 85 ] [ 86 ]   |
| 14 (I)   |         | Отто Бар Хальворсен (1872—1923) норв. Otto Bahr Halvorsen                                               | 21 января 1920  | 22 июня 1921                                                                   | Консервативная партия в коалиции с Левой либеральной партией                                                 | Хальворсен (I)  | [ 91 ] [ 92 ]   |                 |
| 8 (II)   |         | Отто Альберт Блер (1847—1927) норв. Otto Albert Blehr                                                   | 22 июня 1921    | 6 марта 1923                                                                   | Либеральная партия                                                                                           | Блер (II)       | [ 72 ] [ 73 ]   |                 |
| 8 (II)   | 1921    | Отто Альберт Блер (1847—1927) норв. Otto Albert Blehr                                                   | 22 июня 1921    | 6 марта 1923                                                                   | Либеральная партия                                                                                           | Блер (II)       | [ 72 ] [ 73 ]   |                 |
| 14 (II)  |         | Отто Бар Хальворсен (1872—1923) норв. Otto Bahr Halvorsen                                               | 6 марта 1923    | 30 мая 1923                                                                    | Консервативная партия в коалиции с Левой либеральной партией                                                 | Хальворсен (II) | [ 91 ] [ 92 ]   |                 |
| 15       |         | Абрахам Теодор Берге (1851—1936) норв. Abraham Theodor Berge                                            | 30 мая 1923     | 25 июля 1924                                                                   | Левая либеральная партия в коалиции с Консервативной партией                                                 | Берге           | [ 93 ] [ 94 ]   |                 |
| 16 (I)   |         | Йохан Лудвиг Мовинкель (1870—1943) норв. Johan Ludwig Mowinckel                                         | 25 июля 1924    | 5 марта 1926                                                                   | Либеральная партия                                                                                           | Мовинкель (I)   | [ 95 ] [ 96 ]   |                 |
| 16 (I)   | 1924    | Йохан Лудвиг Мовинкель (1870—1943) норв. Johan Ludwig Mowinckel                                         | 25 июля 1924    | 5 марта 1926                                                                   | Либеральная партия                                                                                           | Мовинкель (I)   | [ 95 ] [ 96 ]   |                 |
| 17       |         | Ивар Люкке (1872—1923) норв. Ivar Lykke                                                                 | 5 марта 1926    | 28 января 1928                                                                 | Консервативная партия в коалиции с Левой либеральной партией                                                 | Люкке           | [ 97 ] [ 98 ]   |                 |
| 18       |         | Кристофер Андерсен Хорнсруд (1859—1960) норв. Christopher Andersen Hornsrud                             | 28 января 1928  | 15 февраля 1928                                                                | Норвежская рабочая партия                                                                                    | 1927            | Хорнсруд        | [ 99 ] [ 100 ]  |
| 16 (II)  |         | Йохан Лудвиг Мовинкель (1870—1943) норв. Johan Ludwig Mowinckel                                         | 15 февраля 1928 | 12 мая 1931                                                                    | Либеральная партия                                                                                           | 1927            | Мовинкель (II)  | [ 95 ] [ 96 ]   |
| 19       |         | Педер Лудвик Кольстад (1878—1932) норв. Peder Ludvik Kolstad                                            | 12 мая 1931     | 5 марта 1932                                                                   | Фермерская партия                                                                                            | 1930            | Кольстад        | [ 101 ] [ 102 ] |
| и. о.    |         | Нильс Тредаль (1879—1948) норв. Nils Trædal                                                             | 5 марта 1932    | 10 марта 1932                                                                  | Фермерская партия                                                                                            | 1930            | Кольстад        | [ 103 ] [ 104 ] |
| и. о.    |         | Бирген Ольсен Браадланн (1879—1966) норв. Birger Olsen Braadland                                        | 10 марта 1932   | 14 марта 1932                                                                  | Фермерская партия                                                                                            | 1930            | Кольстад        | [ 105 ]         |
| 20       |         | Енс Валентинсен Хундсейд (1883—1965) норв. Jens Valentinsen Hundseid                                    | 14 марта 1932   | 3 марта 1933                                                                   | Фермерская партия                                                                                            | 1930            | Хундсейд        | [ 106 ] [ 107 ] |
| 16 (III) |         | Йохан Лудвиг Мовинкель (1870—1943) норв. Johan Ludwig Mowinckel                                         | 3 марта 1933    | 20 марта 1935                                                                  | Либеральная партия                                                                                           | 1930            | Мовинкель (III) | [ 95 ] [ 96 ]   |
| 16 (III) | 1933    | Йохан Лудвиг Мовинкель (1870—1943) норв. Johan Ludwig Mowinckel                                         | 3 марта 1933    | 20 марта 1935                                                                  | Либеральная партия                                                                                           |                 | Мовинкель (III) | [ 95 ] [ 96 ]   |
| 21       |         | Йохан Нюгорсвольд (1879—1952) норв. Johan Nygaardsvold                                                  | 20 марта 1935   | 25 июня 1945 (с 7 июня 1940 года по 31 мая 1945 года правительство в изгнании. | Норвежская рабочая партия                                                                                    | Нюгорсвольд     | [ 108 ] [ 109 ] |                 |
| 21       | 1936    | Йохан Нюгорсвольд (1879—1952) норв. Johan Nygaardsvold                                                  | 20 марта 1935   | 25 июня 1945 (с 7 июня 1940 года по 31 мая 1945 года правительство в изгнании. | Норвежская рабочая партия                                                                                    | Нюгорсвольд     | [ 108 ] [ 109 ] |                 |

### Период оккупации Третьим рейхом (1940—1945)

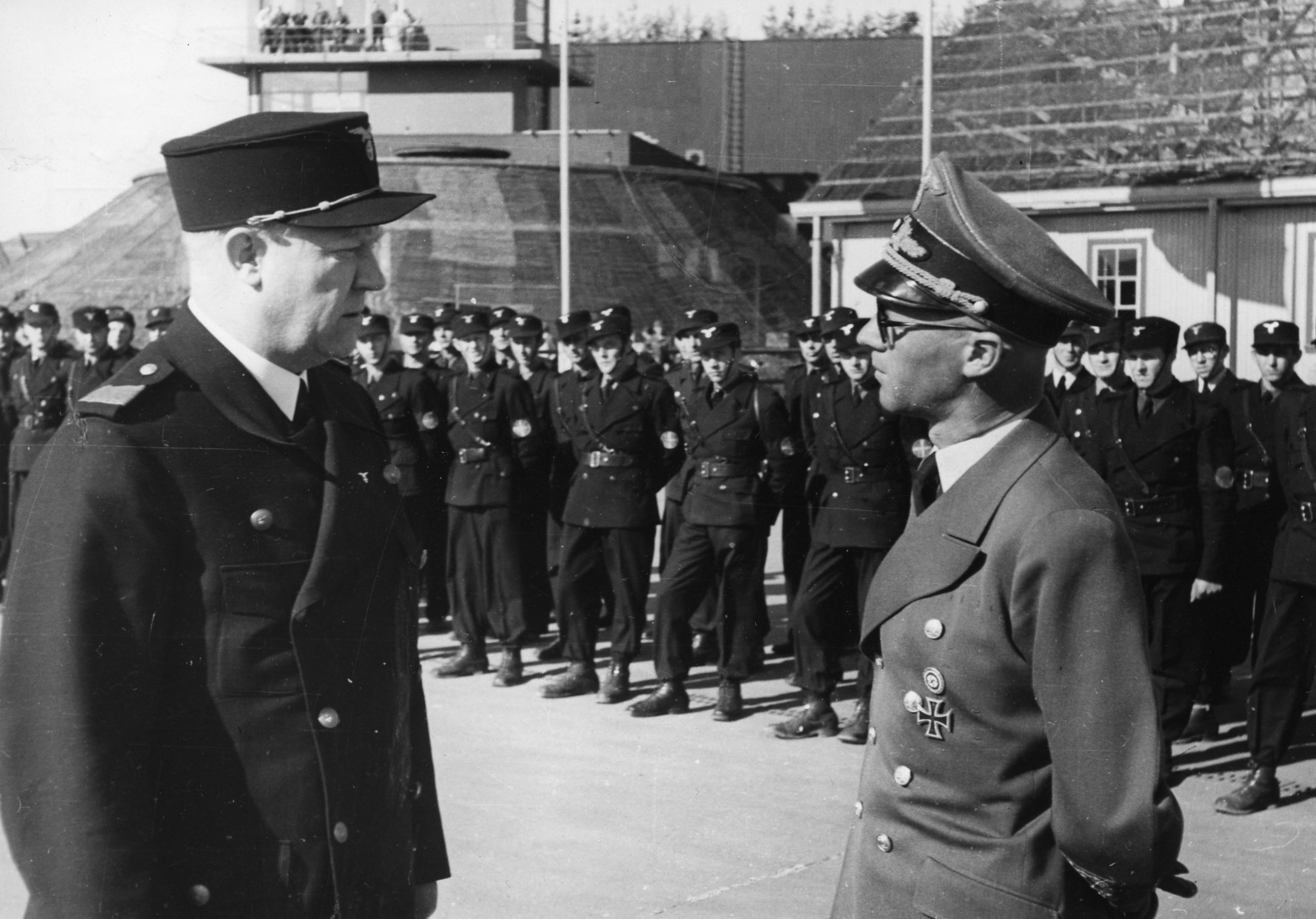
В. Квислинг (слева) и рейхскомиссар Й. Тербовен (справа) перед строем ополчения организации «Хирд»

Вторжение в Норвегию сил Третьего рейха (операция Везерюбунг-Норд, нем. Weserübung-Nord) началось 9 мая 1940 года. В тот же день была организована эвакуация короля Хокона VII и правительства Й. Нюгорсвольда на восток страны. После оккупации немцами Осло лидер движения «Национальное единение» В. Квислинг, около 19.30, объявил по национальному радио о создании нового правительства, назвав себя премьер-министром. Однако после отказа Хокона VII утвердить Квислинга главой кабинета, обеспечив мирный переход власти, оккупационные власти признали созданный для управления страной 15 апреля 1940 года Верховным судом Норвегии Административный совет (норв. Administrasjonsrådet) из семи человек во главе с Ингольфом Эльстером Кристенсеном. 24 апреля 1940 года был создан «рейхскомиссариат по делам оккупированных норвежских территорий» (нем. Reichskommissariat für die besetzten norwegischen Gebiete), рейхскомиссаром которого был назначен обергруппенфюрер СА Йозеф Тербовен. 7 июня 1940 года на борту британского крейсера «Девоншир» из Тромсё были эвакуированы королевская семья и норвежское правительство; до 1945 года официальной королевской резиденцией и резиденцией правительства в изгнании была норвежская дипломатическая миссия в Кенсингтоне (Лондон). 25 сентября 1940 года рейхскомиссар заменил Административный совет администрацией из 13 (позже 14) государственных советников, в основном членов «Национального единения». 1 февраля 1942 года было объявлено, что эта администрация избрала Квислинга своим министром-президентом. 9 мая 1945 года Видкун Квислинг был арестован в своём особняке, позже осуждён по множеству обвинений и 24 октября 1945 года в 02.40 казнён расстрельным взводом у крепости Акерсхус в Осло. С 9 по 14 мая 1945 года управление Норвегией осуществлял представляющий правительство в изгнании совет высших должностных лиц в составе 8 человек; с 14 по 31 мая исполняющим обязанности премьер-министра являлся Оскар Фредерик Торп (Норвежская рабочая партия), а 31 мая 1945 года в Осло вернулось правительство Йохана Нюгорсвольда.
|        | должность                      | Портрет | Имя (годы жизни)                                                                                  | Полномочия       | Полномочия       | Партия                                                          | Кабинет                                                              | Пр.             |
| Начало | должность                      | Портрет | Имя (годы жизни)                                                                                  | Окончание        |                  | Партия                                                          | Кабинет                                                              | Пр.             |
| ------ | ------------------------------ | ------- | ------------------------------------------------------------------------------------------------- | ---------------- | ---------------- | --------------------------------------------------------------- | -------------------------------------------------------------------- | --------------- |
|        | премьер-министр                |         | Видкун Абрахам Лёуриц Йонссён Квислинг (1887—1945) норв. Vidkun Abraham Lauritz Jonssøn Quisling  | 9 апреля 1940    | 15 апреля 1940   | Национальное единение                                           | Квислинг (I)                                                         | [ 113 ] [ 114 ] |
|        | глава Административного совета |         | Ингольф Эльстер Кристенсен (1872—1943) норв. Ingolf Elster Christensen                            | 15 апреля 1940   | 25 сентября 1940 | независимый                                                     | Административный совет                                               | [ 115 ]         |
|        | рейхскомиссар                  |         | обергруппенфюрер СА Йозеф Антон Генрих Тербовен (1898—1945) нем. Josef Antonius Heinrich Terboven | 25 сентября 1940 | 1 февраля 1942   | военный, член Национал-социалистической немецкой рабочей партии | Администрация рейхскомиссариата в составе государственных советников | [ 116 ] [ 117 ] |
|        | министр-президент              |         | Видкун Абрахам Лёуриц Йонссён Квислинг (1887—1945) норв. Vidkun Abraham Lauritz Jonssøn Quisling  | 1 февраля 1942   | 9 мая 1945       | Национальное единение                                           | Квислинг (II)                                                        | [ 113 ] [ 114 ] |

### Послевоенный период (с 1945)
9 мая 1945 года коллаборационист Видкун Квислинг был арестован, позже осуждён по множеству обвинений и казнён. С 9 по 14 мая 1945 года управление Норвегией осуществлял представляющий правительство в изгнании совет высших должностных лиц в составе 8 человек; с 14 по 31 мая исполняющим обязанности премьер-министра являлся уполномоченный лондонским правительством Оскар Фредерик Торп (Норвежская рабочая партия), а 31 мая 1945 года в страну вернулось правительство Йохана Нюгорсвольда (королевская семья прибыла в Осло позже, 7 июня 1945 года).
25 июня 1945 года было сформировано Правительство национального единства во главе с Эйнаром Хенрю Герхардсеном, в которое помимо основных политических партий — Рабочей, Консервативной, Фермерской, Либеральной и Коммунистической — вошли представители движения Сопротивления.
|           | Портрет       | Имя (годы жизни)                                                            | Полномочия       | Полномочия                                                                        | Партия | Выборы           | Кабинет                                               | Пр.                     |
| Начало    | Портрет       | Имя (годы жизни)                                                            | Окончание        |                                                                                   | Партия | Выборы           | Кабинет                                               | Пр.                     |
| --------- | ------------- | --------------------------------------------------------------------------- | ---------------- | --------------------------------------------------------------------------------- | --- | ---------------- | ----------------------------------------------------- | ----------------------- |
| и. о.     |               | Совет высших должностных лиц                                                | 9 мая 1945       | 14 мая 1945                                                                       | независимые | —                | —                                                     | [ 110 ]                 |
| и. о.     |               | Оскар Фредрик Торп (1893—1958) норв. Oscar Fredrik Torp                     | 14 мая 1945      | 31 мая 1945                                                                       | Норвежская рабочая партия | (1936)           | —                                                     | [ 118 ] [ 119 ]         |
| (21)      |               | Йохан Нюгорсвольд (1879—1952) норв. Johan Nygaardsvold                      | 20 марта 1935    | 25 июня 1945 с 7 июня 1940 года по 31 мая 1945 года правительство в изгнании      | Норвежская рабочая партия | (1936)           | Нюгорсвольд                                           | [ 108 ] [ 109 ]         |
| 22 (I—II) |               | Эйнар Хенрю Герхардсен (1897—1987) норв. Einar Henry Gerhardsen             | 25 июня 1945     | 5 ноября 1945                                                                     | Норвежская рабочая партия в коалиции с Консервативной партией, Фермерской партией, Либеральной партией и Коммунистической партией Норвегии                                                    | (1936)           | Герхардсен (I) (Правительство национального единства) | [ 121 ] [ 122 ]         |
| 22 (I—II) | 5 ноября 1945 | Эйнар Хенрю Герхардсен (1897—1987) норв. Einar Henry Gerhardsen             | 9 ноября 1951    | Норвежская рабочая партия                                                         | 1945 | Герхардсен (II)  |                                                       | [ 121 ] [ 122 ]         |
| 22 (I—II) | 5 ноября 1945 | Эйнар Хенрю Герхардсен (1897—1987) норв. Einar Henry Gerhardsen             | 9 ноября 1951    | Норвежская рабочая партия                                                         | 1949 | Герхардсен (II)  |                                                       | [ 121 ] [ 122 ]         |
| 23        |               | Оскар Фредрик Торп (1893—1958) норв. Oscar Fredrik Torp                     | 9 ноября 1951    | Норвежская рабочая партия                                                         | 22 января 1955 | Торп             | [ 118 ] [ 119 ]                                       |                         |
| 23        | 1953          | Оскар Фредрик Торп (1893—1958) норв. Oscar Fredrik Torp                     | 9 ноября 1951    | Норвежская рабочая партия                                                         | 22 января 1955 | Торп             | [ 118 ] [ 119 ]                                       |                         |
| 22 (III)  |               | Эйнар Хенрю Герхардсен (1897—1987) норв. Einar Henry Gerhardsen             | 22 января 1955   | Норвежская рабочая партия                                                         | 28 августа 1963 | Герхардсен (III) | [ 121 ] [ 122 ]                                       |                         |
| 22 (III)  | 1957          | Эйнар Хенрю Герхардсен (1897—1987) норв. Einar Henry Gerhardsen             | 22 января 1955   | Норвежская рабочая партия                                                         | 28 августа 1963 | Герхардсен (III) | [ 121 ] [ 122 ]                                       |                         |
| 22 (III)  | 1961          | Эйнар Хенрю Герхардсен (1897—1987) норв. Einar Henry Gerhardsen             | 22 января 1955   | Норвежская рабочая партия                                                         | 28 августа 1963 | Герхардсен (III) | [ 121 ] [ 122 ]                                       |                         |
| 24        |               | Йон Даниель Фюрстенберг Люнг (1905—1978) норв. John Daniel Fyrstenberg Lyng | 28 августа 1963  | 25 сентября 1963                                                                  | Консервативная партия в коалиции с Партией Центра, Либеральной партией и Христианской народной партией                                                                                        | Люнг             | [ 123 ] [ 124 ]                                       |                         |
| 22 (IV)   |               | Эйнар Хенрю Герхардсен (1897—1987) норв. Einar Henry Gerhardsen             | 25 сентября 1963 | 12 октября 1965                                                                   | Норвежская рабочая партия | Герхардсен (IV)  | [ 121 ] [ 122 ]                                       |                         |
| 25        |               | Пер Бортен (1913—2005) норв. Per Borten                                     | 12 октября 1965  | 17 марта 1971                                                                     | Партия Центра в коалиции с Консервативной партией, Либеральной партией и Христианской народной партией                                                                                        | 1965             | Бортен                                                | [ 125 ] [ 126 ]         |
| 25        | 1969          | Пер Бортен (1913—2005) норв. Per Borten                                     | 12 октября 1965  | 17 марта 1971                                                                     | Партия Центра в коалиции с Консервативной партией, Либеральной партией и Христианской народной партией                                                                                        |                  | Бортен                                                | [ 125 ] [ 126 ]         |
| 26 (I)    |               | Мартин Трюгве Браттели (1910—1984) норв. Trygve Martin Bratteli             | 17 марта 1971    | 18 октября 1972                                                                   | Норвежская рабочая партия | Браттели (I)     | [ 127 ] [ 128 ]                                       |                         |
| 27        |               | Ларс Корвальд (1916—2006) норв. Lars Korvald                                | 18 октября 1972  | 16 октября 1973                                                                   | Христианская народная партия в коалиции с Партией Центра и Либеральной партией | Корвальд         | [ 129 ] [ 130 ]                                       |                         |
| 26 (II)   |               | Мартин Трюгве Браттели (1910—1984) норв. Trygve Martin Bratteli             | 16 октября 1973  | 15 января 1976                                                                    | Норвежская рабочая партия | 1973             | Браттели (II)                                         | [ 127 ] [ 128 ]         |
| 28        |               | Одвар Нурдли (1927—2018) норв. Odvar Nordli                                 | 15 января 1976   | 4 января 1981                                                                     | Норвежская рабочая партия | 1973             | Нурдли                                                | [ 131 ] [ 132 ]         |
| 28        | 1977          | Одвар Нурдли (1927—2018) норв. Odvar Nordli                                 | 15 января 1976   | 4 января 1981                                                                     | Норвежская рабочая партия |                  | Нурдли                                                | [ 131 ] [ 132 ]         |
| 29 (I)    |               | Гру Харлем Брунтланн (1939—) норв. Gro Harlem Brundtland                    | 4 января 1981    | 14 октября 1981                                                                   | Норвежская рабочая партия | Брунтланн (I)    | [ 133 ] [ 134 ] [ 135 ]                               |                         |
| 30 (I—II) |               | Коре Исоксен Виллок (1928—2021) норв. Kåre Isaachsen Willoch                | 14 октября 1981  | 7 июня 1983                                                                       | Консервативная партия | 1981             | Виллок (I)                                            | [ 136 ] [ 137 ]         |
| 30 (I—II) | 7 июня 1983   | Коре Исоксен Виллок (1928—2021) норв. Kåre Isaachsen Willoch                | 9 мая 1986       | Консервативная партия в коалиции с Партией Центра и Христианской народной партией | Виллок (II) | 1981             |                                                       | [ 136 ] [ 137 ]         |
| 29 (II)   |               | Гру Харлем Брунтланн (1939—) норв. Gro Harlem Brundtland                    | 9 мая 1986       | 16 октября 1989                                                                   | Норвежская рабочая партия | 1985             | Брунтланн (II)                                        | [ 133 ] [ 134 ] [ 135 ] |
| 31        |               | Ян Педер Сюсе (1930—1997) норв. Jan Peder Syse                              | 16 октября 1989  | 3 ноября 1990                                                                     | Консервативная партия в коалиции с Партией Центра и Христианской народной партией | 1989             | Сюсе                                                  | [ 138 ] [ 139 ]         |
| 29 (III)  |               | Гру Харлем Брунтланн (1939—) норв. Gro Harlem Brundtland                    | 3 ноября 1990    | 25 октября 1996                                                                   | Норвежская рабочая партия | 1989             | Брунтланн (III)                                       | [ 133 ] [ 134 ] [ 135 ] |
| 29 (III)  | 1993          | Гру Харлем Брунтланн (1939—) норв. Gro Harlem Brundtland                    | 3 ноября 1990    | 25 октября 1996                                                                   | Норвежская рабочая партия |                  | Брунтланн (III)                                       | [ 133 ] [ 134 ] [ 135 ] |
| 32        |               | Турбьёрн Ягланд (1950—) норв. Thorbjørn Jagland                             | 25 октября 1996  | 17 октября 1997                                                                   | Норвежская рабочая партия | Ягланд           | [ 140 ] [ 141 ]                                       |                         |
| 33 (I)    |               | Хьель Магне Бунневик (1947—) норв. Kjell Magne Bondevik                     | 17 октября 1997  | 17 марта 2000                                                                     | Христианская народная партия в коалиции с Партией Центра и Либеральной партией | 1997             | Бунневик (I)                                          | [ 142 ] [ 143 ] [ 144 ] |
| 34 (I)    |               | Йенс Столтенберг (1959—) норв. Jens Stoltenberg                             | 17 марта 2000    | 19 октября 2001                                                                   | Норвежская рабочая партия | 1997             | Столтенберг (I)                                       | [ 145 ] [ 146 ] [ 147 ] |
| 33 (II)   |               | Хьель Магне Бунневик (1947—) норв. Kjell Magne Bondevik                     | 19 октября 2001  | 17 октября 2005                                                                   | Христианская народная партия в коалиции с Консервативной партией и Либеральной партией | 2001             | Бунневик (II)                                         | [ 142 ] [ 143 ] [ 144 ] |
| 34 (II)   |               | Йенс Столтенберг (1959—) норв. Jens Stoltenberg                             | 17 октября 2005  | 16 октября 2013                                                                   | Норвежская рабочая партия в коалиции с Партией Центра и Социалистической левой партией | 2005             | Столтенберг (II)                                      | [ 145 ] [ 146 ] [ 147 ] |
| 34 (II)   | 2009          | Йенс Столтенберг (1959—) норв. Jens Stoltenberg                             | 17 октября 2005  | 16 октября 2013                                                                   | Норвежская рабочая партия в коалиции с Партией Центра и Социалистической левой партией |                  | Столтенберг (II)                                      | [ 145 ] [ 146 ] [ 147 ] |
| 35        |               | Эрна Сульберг (1961—) норв. Erna Solberg                                    | 16 октября 2013  | 14 октября 2021                                                                   | Консервативная партия в коалиции с Партией прогресса (до 24 января 2020 года), с 17 января 2018 года также с Либеральной партией, с 22 января 2019 года также с Христианской народной партией | 2013             | Сульберг                                              | [ 148 ] [ 149 ] [ 150 ] |
| 35        | 2017          | Эрна Сульберг (1961—) норв. Erna Solberg                                    | 16 октября 2013  | 14 октября 2021                                                                   | Консервативная партия в коалиции с Партией прогресса (до 24 января 2020 года), с 17 января 2018 года также с Либеральной партией, с 22 января 2019 года также с Христианской народной партией |                  | Сульберг                                              | [ 148 ] [ 149 ] [ 150 ] |
| 36        |               | Йонас Гар Стёре (1960—) норв. Jonas Gahr Støre                              | 14 октября 2021  | действующий                                                                       | Норвежская рабочая партия в коалиции с Партией Центра | 2021             | Стёре                                                 | [ 151 ] [ 152 ]         |